# Prabumulih
Prabumulih (Indonesisch: Kota Prabumulih) is een stadsgemeente (kota) in de provincie Zuid-Sumatra (Sumatra Selatan), op Sumatra, Indonesië. De stad heeft 132.065 inwoners (2005) en heeft een oppervlakte van 435,10 km².